# Hohenleipisch
Hohenleipisch is een gemeente in de Duitse deelstaat Brandenburg, en maakt deel uit van het Landkreis Elbe-Elster.
Hohenleipisch telt 1.949 inwoners.